# Czinari
Czinari – wieś w Armenii, w prowincji Tawusz. W 2011 roku liczyła 887 mieszkańców. Leży bardzo blisko granicy z Azerbejdżanem